# Чирпан (връх)
 Тази статия е за върха в Антарктика.  За града вижте Чирпан.  
Чирпан (на английски: Chirpan Peak) е покрит с лед връх, разположен на 535 m н.в. в хребета Боулс на остров Ливингстън, Антарктика. Получава това име в чест на град Чирпан през 2005 г.

## Описание
Върхът се намира на 350 m на запад-югозапад от връх Западен Боулс, 1,23 km западно от връх Боулс, 2,85 km на изток-североизток от връх Резен и 1 km на юг-югозапад от връх Хемус. Югозападният склон е стръмен и частично свободен от лед. Издига се над ледника Перуника на юг и запад.

## Картографиране
Българско картографиране на върха от 2009 г.

## Карти
- L.L. Ivanov et al. Antarctica: Livingston Island, South Shetland Islands (from English Strait to Morton Strait, with illustrations and ice-cover distribution). Топографска карта в мащаб 1:100000. София: Antarctic Place-names Commission of Bulgaria, 2005.
- Л. Иванов. Антарктика: Остров Ливингстън и острови Гринуич, Робърт, Сноу и Смит. Топографска карта в мащаб 1:120000. Троян: Фондация Манфред Вьорнер, 2009. ISBN 978-954-92032-4-0
- Л. Иванов. Карта на остров Ливингстън. В: Иванов, Л. и Н. Иванова. Антарктика: Природа, история, усвояване, географски имена и българско участие София: Фондация Манфред Вьорнер, 2014. с. 18 – 19. ISBN 978-619-90008-1-6